# Xã Oxford, Quận Butler, Ohio
Xã Oxford (tiếng Anh: Oxford Township) là một xã thuộc quận Butler, tiểu bang Ohio, Hoa Kỳ. Năm 2010, dân số của xã này là 23.661 người.